# William Keith Chambers Guthrie
William Keith Chambers Guthrie (Londra, 1º agosto 1906 – Cambridge, 17 maggio 1981) è stato uno storico della filosofia britannico.
È l'autore della History of Greek Philosophy, la monumentale opera di storia della filosofia greca in sei volumi.

## Biografia

### Origini
Di origini scozzesi da ambo i rami della famiglia, il nonno paterno David Gibson Guthrie era di Kirkcaldy e svolgeva il mestiere di preside. Il padre, Charles James Guthrie, inizialmente destinato al clero della Chiesa di Scozia, venne convinto dal fratello maggiore a seguirlo a Londra e così trovò lavoro nella Westminster Bank, pur tuttavia dedicando molto tempo e impegno alla chiesa presbiteriana del quartiere di Clapham, dove la famiglia visse.
Anche i nonni materni erano entrambi scozzesi: la nonna apparteneva alla famiglia Mackinnon proveniente da Skye e Arran, il nonno William Chambers era un artista e intagliatore di Glasgow; anch'egli si trasferì a Clapham e divenne membro anziano della chiesa locale. La madre di Guthrie, così, crebbe a Londra.
Guthrie fu il figlio secondogenito, in quanto aveva una sorella maggiore, Katharine, anch'ella classicista, che sposò William Collinson di Bombay.

### Primi anni
Guthrie studiò nel collegio Dulwich, dove ebbe per insegnanti Ted Hose e Hubert John Dixon, vincendo la borsa di studio "Eric Evan Spicer" per il collegio Trinity. Immatricolatosi nell'ottobre 1925, entrò in contatto con i maggiori classicisti dell'epoca: Alfred Chilton Pearson, regio professore di greco, insegnava il secondo libro della Politica di Aristotele; Alfred Edward Housman analizzava la quarta ode di Quinto Orazio Flacco; William Ridgeway teneva lezioni sulla religione dell'antica Grecia, sulla religione romana e sulla commedia greca antica; Arthur Bernard Cook spiegava la scultura e la ceramica greca; Arthur Darby Nock esponeva la poesia di Marco Anneo Lucano e Publio Papinio Stazio; C. F. Angus del Trinity Hall teneva il corso di storia della filosofia antica; William Henry Samuel Jones dedicava le proprie lezioni al pensiero antico; John Cuthbert Lawson spiegava il secondo, il terzo e il quarto libro della Repubblica e la Poetica; Francis Macdonald Cornford faceva lezione sui presocratici, su Socrate e su Platone; Harris Rackham su Aristotele; Reginald Hackforth sul Protagora e il Menone platonici e sulla Metafisica aristotelica.
Nella primavera del 1929, su suggerimento di Cook, partecipò alla spedizione epigrafica di William Moir Calder e William Hepburn Buckler nell'Anatolia centrale. Nel 1930 fu eletto membro del collegio Peterhouse, divenendone direttore di studi classici e avendo Bertrand Hallward come lettore di collegio. Nel 1933 sposò Adele Marion Ogilvy di Melbourne, studentessa del collegio Newnham, da cui ebbe due figli, Robin e Anne. Nel 1934 venne nominato assistente lettore di Facoltà, tenendo lezioni di pensiero religioso greco nel primo semestre e di Aristotele nel secondo; nel 1935 divenne lettore titolare.
Nel 1952 divenne membro dell'Accademia britannica e professore di filosofia antica fino al 1973; dal 1957 al 1972 diresse il collegio Downing dell'Università di Cambridge.

## Opere
- W.K.C. Guthrie, Orpheus and Greek Religion, Londra, Methuen Publishing, 1935.
- The Greeks and their Gods (1951)
- Protagoras and Meno (1956), dialogo di Platone (traduttore).
- The Greek Philosophers from Thales to Aristotle (1960)
- In the Beginning (1965)
- On the Heavens, Traduzione del De caelo di Aristotele (1969)
- The Pre-Socratics: A Collection of Critical Essays (1974)
- A History of Greek Philosophy Volume I: The Earlier Presocratics and the Pythagoreans (1962).
- A History of Greek Philosophy Volume II: The Presocratic Tradition from Parmenides to Democritus (1965)
- A History of Greek Philosophy Volume III: The Fifth-Century Enlightenment - Part 1: The Sophists; Part 2: Socrates (1971)
- A History of Greek Philosophy Volume IV: Plato - the Man and his Dialogues: Earlier Period (1975)
- A History of Greek Philosophy Volume V: The Later Plato and the Academy (1978)
- A History of Greek Philosophy Volume VI: Aristotle: An Encounter (1981)